# Dunes, Tarn-et-Garonne

Dunes este o comună în departamentul Tarn-et-Garonne din sudul Franței. În 2009 avea o populație de 1.155 de locuitori.

## Evoluția populației
| An        | 1975 | 1982 | 1990 | 1999 | 2006  | 2009  |
| --------- | ---- | ---- | ---- | ---- | ----- | ----- |
| Populație | 710  | 769  | 853  | 893  | 1.079 | 1.155 |